# Emil Juracka
Emil Juracka (Bécs, 1912. június 11. – Fehéroroszország, Mahiljov, 1944. február 21.) olimpiai ezüstérmes osztrák kézilabdázó.
Részt vett az 1936. évi nyári olimpiai játékokon, amit Berlinben rendeztek. A kézilabdatornán játszott, és az osztrák válogatott tagjaként ezüstérmes lett.